# Cristianesimo in Bangladesh
Il cristianesimo in Bangladesh è una religione di minoranza. La costituzione del Bangladesh stabilisce che l'islam è la religione di stato, ma assicura libertà di culto a induisti, buddisti e cristiani. Nelle scuole pubbliche l'istruzione religiosa è obbligatoria, ma induisti, buddisti e cristiani possono ricevere quella della propria religione. Il diritto di famiglia prevede norme diverse per musulmani, induisti, buddisti e cristiani, ma è vietato il matrimonio tra una donna musulmana e un uomo non musulmano. Oltre il 90% della popolazione bengalese è di religione islamica. I cristiani rappresentano circa lo 0,4% della popolazione.

## Confessioni cristiane presenti

### Chiesa cattolica
La Chiesa cattolica in Bangladesh fa parte della Chiesa cattolica mondiale, sotto la guida spirituale del Papa a Roma. Dal punto di vista territoriale, la Chiesa cattolica è organizzata in due province ecclesiastiche, con due sedi metropolitane (l'arcidiocesi di Dacca e l'arcidiocesi di Chattogram) e sei diocesi suffraganee. I cattolici rappresentano circa lo 0,3% della popolazione. 

### Protestantesimo
I protestanti rappresentano circa lo 0,1% della popolazione e sono presenti in Bangladesh con diverse denominazioni:
- Chiesa del Bangladesh, chiesa unita derivante dall'unione di anglicani, presbiteriani e congregazionalisti: è affiliata sia alla Comunione anglicana che alla Comunione mondiale delle Chiese riformate;[3]
- Chiesa Battista Sangha del Bangladesh, affiliata all'Alleanza mondiale battista;[4]
- Chiesa Luterana del Bangladesh, espressione del luteranesimo;[5]
- Chiesa Metodista del Bangladesh, affiliata al movimento metodista;[6]
- Assemblee di Dio;
- Chiesa cristiana avventista del settimo giorno.